# Руда фея
«Руда фея» (рос. Рыжая фея) — радянський художній фільм знятий у 1987 році в Україні на Кіностудії ім. О. Довженка.
Фільм вийшов в прокат в УРСР у 1987 році з українським дубляжем від Кіностудії ім. О.Довженка.

## Сюжет
Маленьке хворе лосеня, яке знайшов Мінько в лісі, виросло й перетворилося на сильну й красиву лосицю, Руду «Фею». Хлопчина і тварина дуже звикли одне до одного, а коли Мінько надовго від'їжджав, лосиця сумувала і навіть плакала за ним. А потім вона зникла…

## У ролях
- Валерій Ярошенко — Мінько
- Сергій Гармаш — Василь
- Ольга Миримська-Блок — Уляна
- Микола Гринько — Дід
- Юрій Євсюков — Настроювач
- Руслана Яковенко — Олена
- Борислав Брондуков — Андрій
- Юрій Буряк — Вітько
- Ярослав Буряк — Сенько
- Ростислав Бікулов — Іван
- Валентина Клягіна — Зоя
- Юлія Тархова — Нюра
- Григорій Григоріу — Лісни
- Сергій Позняк — Сергій
- Лариса Бабічева — Емма
- Сергій Папенко — Красильников
- Євген Козирєв — Попов
- Лариса Кузнєцова — Тетяна Федорівна
- Наталя Поліщук — Співачка
- Наталя Плахотнюк — Офіціантка

А також Л. Колісник, О. Костильов, Михайло Ігнатов, В. Ткаченко, Богдан Бенюк, І. Ворвулєва, К. Ізмайлова та інші.

## Творча команда
- Режисер-постановник: Володимир Коваленко
- Автор сценарію: Геннадій Рудягін
- Оператор-постановник: Юрій Гармаш
- Художник-постановник: Інна Биченкова
- Режисер: Вітольд Янпавліс
- Звукооператор: Євген Пастухов
- Художник по костюмах: Сталіна Рудько
- Режисер монтажу: Людмила Ясинська
- Директор картини: Олексій Чернишов

## Україномовний дубляж
Фільм дубльовано українською у 1987 році на Кіностудії Довженка.